# Орр, Адриан
Адриан Орр (англ. Adrian Orr; род. в 1962 или 1963, Таупо, Уаикато, Новая Зеландия) — новозеландский экономист и глава Резервного банка Новой Зеландии с 27 марта 2018 года.

## Ранняя жизнь
Орр имеет происхождение с Атиу, Острова Кука через своего деда Но'ороа Джорджа, который переехал в Новую Зеландию в 1930-х годах. Его отец был ирландского происхождения и умер, когда Орру было 13 лет.
Орр родился и вырос в Таупо в Уаикато. В момент смерти его отца, тот почти закончил строительство мотеля в Таупо. Семья получила помощь от коллег отца для завершения строительства. Затем семья управляла мотелем во время обучения Орра в средней школе. В молодости Орр работал на различных работах, включая работу сантехником, укладчиком канализационных труб, поваром быстрого приготовления, посудомойщиком и водителем техники для местной фирмы в Таупо.
Имеет степень бакалавра социальных наук (экономика и география) Университета Уаикато и степень магистра в области экономики развития (с отличием) Университета Лестера в Великобритании.

## Карьера
С 1997 по 2000 год он был главным управляющим Экономического департамента Резервного банка Новой Зеландии.
Он работал экономистом в Организации экономического сотрудничества и развития и Министерстве финансов Новой Зеландии, а также был главным экономистом Национального банка Новой Зеландии и банка Westpac (2000–2003).
С 2003 по 2007 год он был заместителем главы и руководителем отдела финансовой стабильности Резервного банка.

### НЗ Суперфонд
В 2007 году он был назначен исполнительным директором Новозеландского фонда пенсионного обеспечения (НЗ Суперфонд). Орр сказал, что ему нравилась работа за её "прекрасное сочетание больших, долгосрочных, межпоколенческих вызовов и жёсткой экономической и финансовой составляющей".
В 2017 году, будучи исполнительным директором Новозеландского фонда пенсионного обеспечения, размер его зарплаты (почти 1 млн долларов) и её ежегодное увеличение на 36 процентов вызвали споры. Премьер-министр Билл Инглиш и Комиссия государственных служб возразили против увеличения, и Инглиш заявил, что члены правления НЗ Суперфонда, которые одобрили повышение, могут потерять свои должности в результате. Члены правления утверждали, что зарплата Орра соответствовала рыночным условиям.

## Личная жизнь
Орр женат на писательнице Сью Орр и имеет троих детей.